# Реколета (цвинтар)
Реколе́та (ісп. Cementerio de La Recoleta) — відомий цвинтар, розташований у однойменному районі Буенос-Айреса. Місце поховання багатьох відомих аргентинців. Деякі поховання визнані історичними пам'ятками.

## Історія
На початку XVIII століття на околицях тодішнього Буенос-Айреса осіли аскети-францисканці. Вони заснували монастир, 1732 року збудували церкву Ель Пілар і кладовище Реколета при ній. Місцевість отримала назву Реколета (ісп. Recoleta — аскетичний).
1822 року чернечий орден було розпущено і 17 листопада цього ж року монастирські землі були перетворені на перший публічний цвинтар у Буенос-Айресі. Відповідальними особами у цій справі були тодішній губернатор Мартін Родрігес і міністр його уряду Бернардіно Рівадавія.
У 1870-х роках внаслідок епідемії жовтої гарячки багато заможних родин Буенос-Айреса переселилися з районів Сан-Тельмо і Монсеррат у північну частину міста, Реколету. Оскільки район Реколета став престижним, його кладовище також стало останнім притулком для багатьох містян з вищого світу.

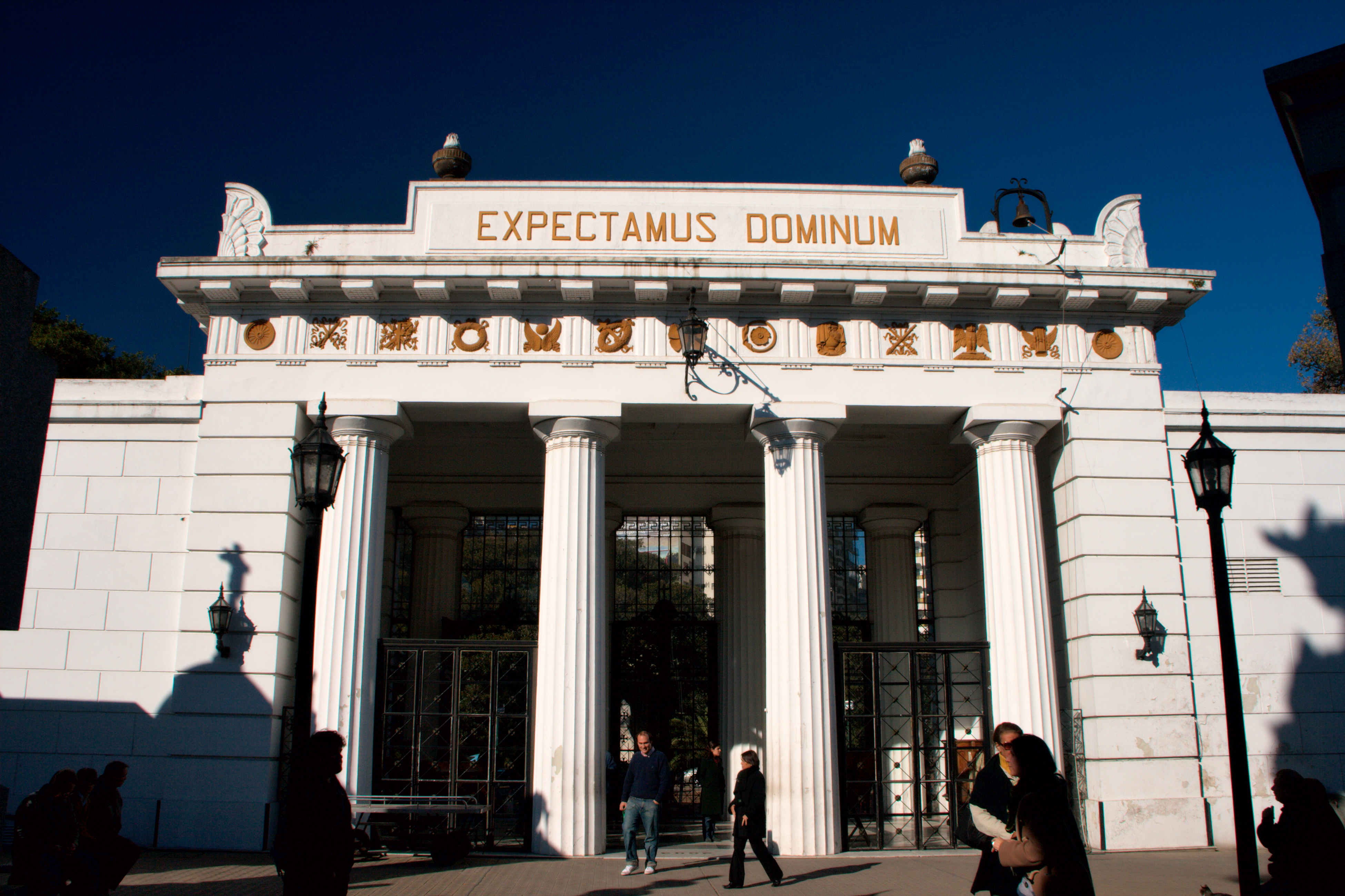
Головний вхід на цвинтар
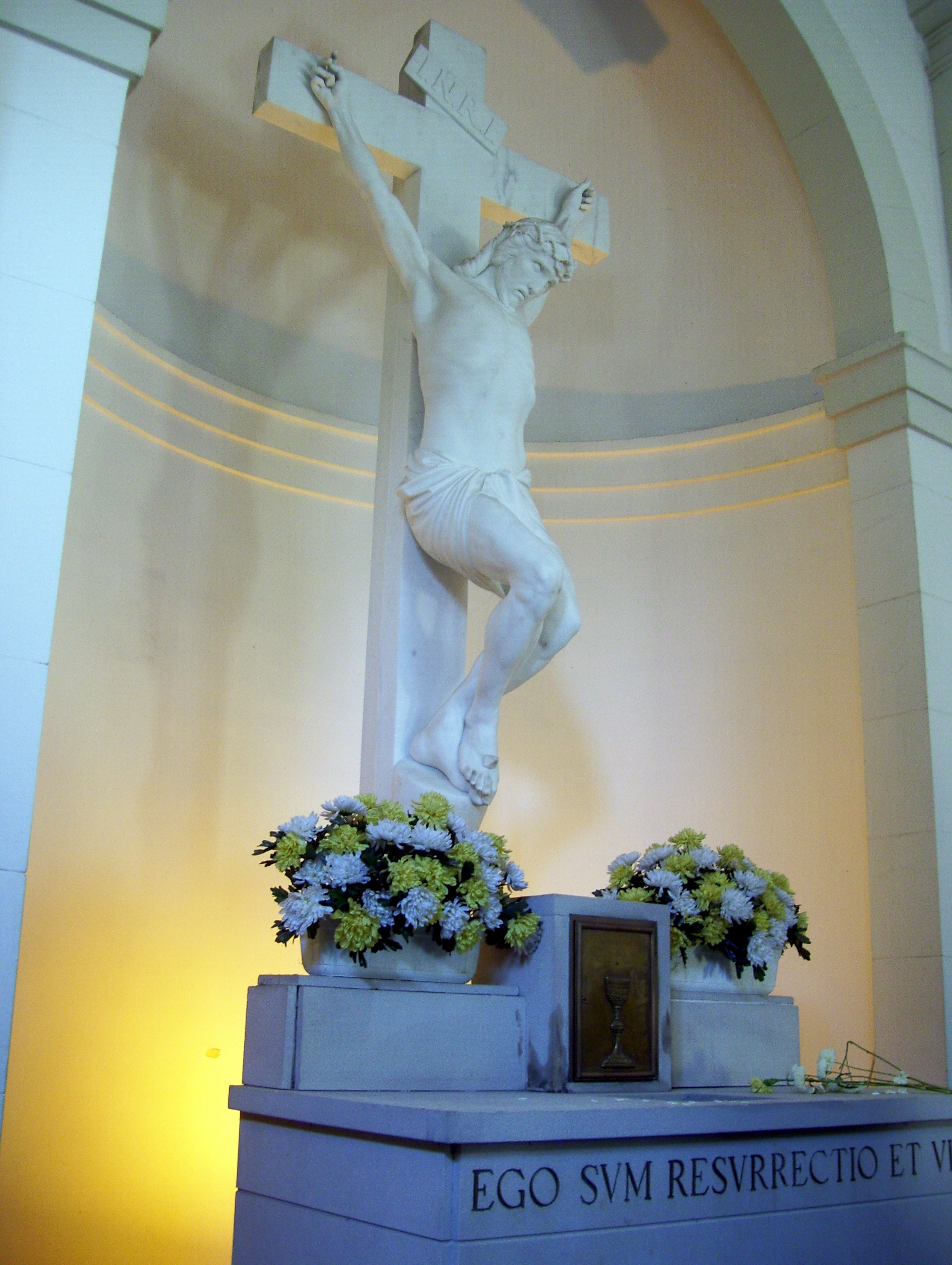
Розп'яття у каплиці Реколети
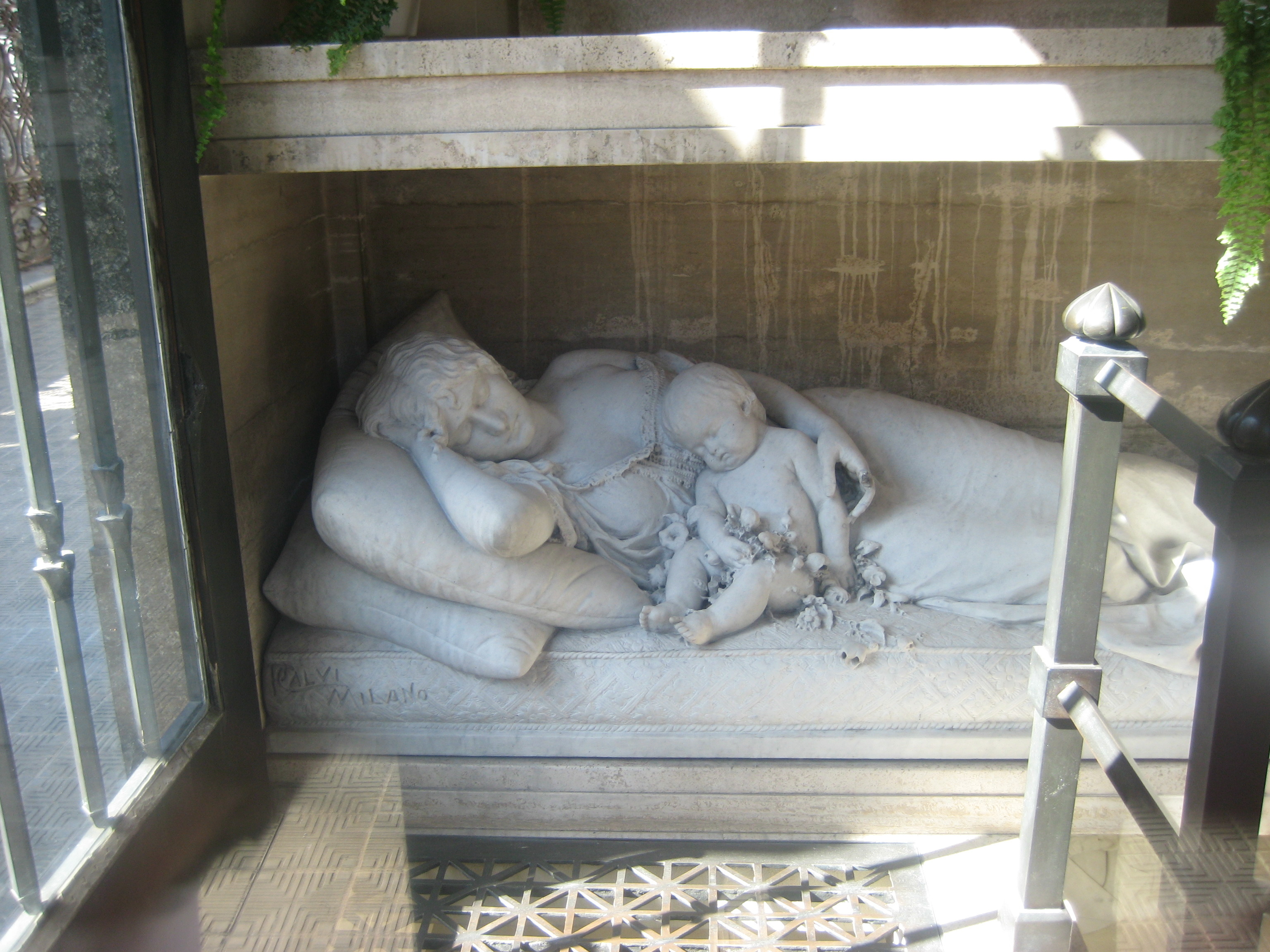
Еффігія
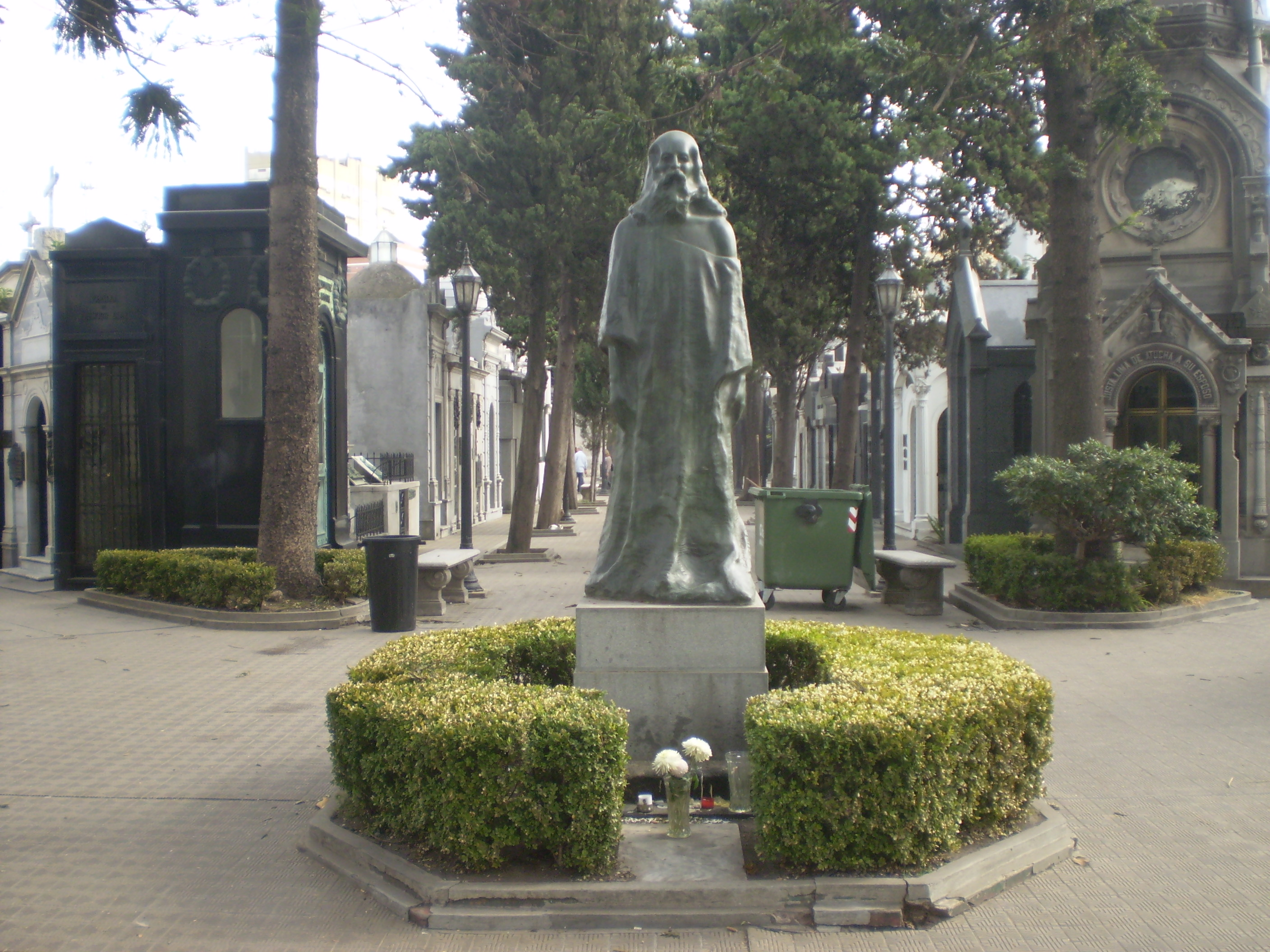
Скульптура Христа у центрі цвинтаря

## Опис
Вхід до цвинтаря Реколета прикрашений колонами і доричним портиком, збудованими 1881 року за вказівкою мера Торкуато де Альвеара. Кладовище містить 4800 склепів, розміщених на 54 тисячах квадратних метрів території. Склепи і мавзолеї Реколети виконані у різних архітектурних стилях і багато прикрашені скульптурами. Поховання розділені на квартали, між якими проходять алеї. У місці перетину алей у центрі цвинтаря знаходиться ротонда зі скульптурою Христа роботи Педро Сонса Бріано, встановлена 1914 року.

## Поховання відомих людей
| Склеп | Похований | Роки життя                              |
| ----- | --- | --------------------------------------- |
|       | Хуан Лавальє, політик і військовик, герой війни за незалежність Аргентини | 1797—1841                               |
|       | Хосе Клементе Пас, журналіст і дипломат, засновник часопису La Prensa, на честь якого назване місто у провінції Буенос-Айрес                                                                     | 1842—1912                               |
|       | Флоренсіо Варела, письменник, на честь якого назване місто у провінції Буенос-Айрес | 1807—1848                               |
|       | Евіта Перон, політик і громадський діяч | 1919—1952                               |
|       | Бартоломе Мітре, президент Аргентини | 1821—1906                               |
|       | Хуан Мануель де Росас, генерал і консервативний політик, який правив Аргентинською конфедерацією з 1829 до 1852 року                                                                             | 1793—1877                               |
|       | Ніколас Авельянеда, президент Аргентини | 1837—1885                               |
|       | Педро Еухеніо Арамбуру, президент Аргентини | 1903—1970                               |
|       | Луїс Федеріко Лелуар, нобелівський лауреат | 1906—1987                               |
|       | Хуліо Рока, президент Аргентини | 1843—1914                               |
|       | Мануель Кінтана, президент Аргентини | 1835—1906                               |
|       | Комодор Мартін Рівадавія, на честь якого назване місто Комодоро-Рівадавія | 1852—1901                               |
|       | Пантеон парагвайських воїнів, загиблих у війні потрійного альянсу |                                         |
|       | Роке Саенс Пенья, президент Аргентини | 1851—1914                               |
|       | Домінго Фаустіно Сарм'єнто, просвітитель і президент Аргентини | 1811—1888                               |
|       | Марко Авельянеда, політик | 1813—1841                               |
|       | Пантеон видатних містян |                                         |
|       | Факундо Кірога, каудільйо | 1788—1835                               |
|       | Карлос Пеллегріні, президент Аргентини | 1846—1906                               |
|       | Гільєрмо Браун, перший адмірал аргентинського флоту, герой війни за незалежність Аргентини й аргентино-бразильської війни, на честь якого названо декілька міст і кораблів в Аргентині           | 1777—1857                               |
|       | Гільєрмо Росон, науковець і політик, на честь якого назване місто Росон | 1821—1890                               |
|       | Пантеон загиблих під час революції 1890 року |                                         |
|       | Хосе Ернандес, письменник, автор однієї з найвідоміших книг аргентинської літератури «Мартін Ф'єрро»                                                                                             | 1834—1886                               |
|       | Матіас Санчес Сорондо, академік і міністр Маркос Пас, віце-президент Аргентини | 1880—1959 1813-1868                     |
|       | Контр-адмірал Мануель Хосе Гарсія-Мансілья | 1859—1910                               |
|       | Марія де лос Ремедьйос де Ескалада, дружина Хосе де Сан-Мартіна | 1797—1823                               |
|       | Хосе Мануель Естрада, філософ | 1842—1894                               |
|       | Хосе Мармоль, письменник | 1817—1871                               |
|       | Хуан Баутіста Альберді, письменник і політик | 1810—1884                               |
|       | Рауль Альфонсин, президент Аргентини | 1927—2009                               |
|       | Руфіна Камбасерес, дочка письменника Еухеніо Камбасераса і балерини Луїзи Бачічі | 1883—1902                               |
|       | Федеріко Лакросе, підприємець, який проклав перші трамвайні шляхи у Буенос-Айресі | 1838—1894                               |
|       | Франсіско Хав'єр Муньїс, науковець і медик, відзначився під час боротьби з епідемією жовтої лихоманки                                                                                            | 1795—1871                               |
|       | Вірхіліо Мар'яно Тедін, суддя | 1850—1893                               |
|       | Сальвадор Марія дель Карріль, віце-президент | 1798—1883                               |
|       | Торібіо Аєрса, медик, засновник аргентинського Червоного хреста | 1815—1884                               |
|       | Мавзолей родин Доррего та Ортіс Басуальдо |                                         |
|       | Мартін Родрігес, губернатор Буенос-Айреса | 1771—1845                               |
|       | Мігель Естаніслао Солер, губернатор Буенос-Айреса, учасник війни за незалежність Аргентини | 1783—1849                               |
|       | Адмірал Хуліан Ірісар Валентин Вірасоро, інженер і політик | 1869—1935 1842-1925                     |
|       | Хуста Ліма де Атуча, землевласниця, на честь якої назване місто у провінції Буенос-Айрес |                                         |
|       | Антоніо Сінні, історик | 1821—1890                               |
|       | Хуан Мартін де Пуейредон, президент Об'єднаних провінцій Ріо-де-ла-Плати | 1776—1850                               |
|       | Генерал Еустокіо Діас Велес, учасник війни за незалежність Аргентини | 1789—1856                               |
|       | Бернардо де Ірігоєн, губернатор провінції Буенос-Айрес, міністр, сенатор | 1822—1906                               |
|       | Педро Бенуа, архітектор | 1836—1897                               |
|       | Мануель Хосе Кампос, військовик, учасник Війни потрійного альянсу і Кампанії завоювання пустелі                                                                                                  | 1847—1908                               |
|       | Адольфо Альсіна, віце-президент | 1829—1877                               |
|       | Руфіно де Елісальде, міністр | 1822—1887                               |
|       | Томас Девото, громадський діяч |                                         |
|       | Луїс Марія Кампос, військовик і політик | 1838—1907                               |
|       | Валентин Альсіна, письменник, губернатор провінції Буенос-Айрес | 1802—1869                               |
|       | Федеріко Брандсен, військовик, герой битви при Ітусайнго | 1785—1827                               |
|       | Рікардо О'Ші, президент біржі Буенос-Айреса |                                         |
|       | Хосе Марія Гідо, президент Аргентини | 1910—1975                               |
|       | Іполіто Ірігоєн, президент Аргентини Артуро Умберто Ільїя, президент Аргентини Леандро Н. Алем, політик, засновник Громадянського радикального союзу Ельпідіо Гонсалес, віце-президент Аргентини | 1852—1933 1900—1983 1842-1896 1875-1951 |
|       | Кандідо Лопес, художник | 1840—1902                               |
|       | Адольфо Бьйой Касарес, письменник | 1914—1999                               |
|       | Вікторія Окампо, письменниця Сільвіна Окампо, письменниця | 1890—1979 1903-1993                     |
|       | Вісенте Лопес-і-Планес, президент Аргентини, автор гімну Аргентини | 1785—1856                               |
|       | Хосе Наварро, губернатор провінції Сан-Хуан |                                         |
|       | Далмасіо Велес Сарсфілд, правознавець, політик і державний діяч | 1800-1875                               |
|       | Карлос Сааведра Ламас, нобелівський лауреат | 1878—1959                               |
|       | Хуан Естебан Педернера, президент Аргентини | 1796—1886                               |
|       | Луїс Саенс Пенья, президент Аргентини | 1822—1907                               |
|       | Вікторіно де ла Пласа, президент Аргентини | 1840—1919                               |
|       | Марсело Торкуато де Альвеар, президент Аргентини | 1868—1942                               |
|       | Мігель Анхель Хуарес Сельман, президент Аргентини | 1844—1909                               |